# Detlef Brock
Detlef Brock (* 1954 in Köthen) ist ein deutscher Arzt und Hochschullehrer.

## Leben
Brock wurde 1954 in Köthen geboren. Nach dem Abitur studierte er in Leipzig Humanmedizin. Nach seiner Approbation leistete er seinen Wehrdienst als Regimentsarzt in der Volksarmee. 1982 begann er seine Facharztausbildung in der Kinderchirurgie am Universitätsklinikum in Leipzig. Nach seiner Facharztanerkennung und Promotion 1986 arbeitete er in der Neugeborenenchirurgie mit den Schwerpunkten pädiatrische Notfall- und Intensivmedizin sowie Traumatologie.
Seit 1994 leistet er in internationalen Hilfsorganisationen humanitäre Hilfe zur medizinischen Versorgung von Kindern in Afrika, Lateinamerika, Asien und in arabischen Staaten. Detlef Brock ist aktiv im Hammer Forum e.V. Seit etwa 2000 betreut er ein Diözesan-Krankenhaus im Norden Brasiliens. Als Sportmediziner ist Brock seit 2002 Mannschaftsarzt der Nationalmannschaft der Flossenschwimmer und Orientierungstaucher. Brock ist seit April 2008 Professor für Kinder- und Jugendsportmedizin an der SRH Hochschule für Gesundheit in Gera.
Er war Gründungsmitglied der Arbeitsgruppe Kinder- und Jugendsportmedizin des Landessportbundes Sachsen.

## Ehrungen
- 2013: Verdienstkreuz am Bande der Bundesrepublik Deutschland[1]

## Publikationen
- mit U. Willnow: Therapie und Prognose von Weichteiltumoren bei Neugeborenen. In: Chir. Praxis. 1986.
- mit U. Willnow, F. Meissner, F. Kamprad und H. Lindner: Ergebnisse der Behandlung von Ewing-Sarkomen im Kindesalter mit dem Therapieprotokoll ESK-74. Dissertation. 1986.
- mit J. Mücke, U. Willgerodt und R. Künzel: Variability in the Protheussyndrom – report of an afficid child with progressiv lipomatosis. In: Europ. J. Pediatr. 1986.
- mit R. Klöppel: Die Bedeutung der Körperstammtomographie im Kindesalter. In: Rad. Diagn. 1986.
- mit W. Springer u. a.:  Erfolgreiche Behandlung von Diphenhydramin (AH-3)-Intoxikation im Kindesalter durch Hämodialyse. In: Kinderärztl. Praxis. 1987.
- mit R. Klöppel: Die Bedeutung der Computertomographie im Kindesalter am Beispiel der retroperitonealen Organe und des Beckens. In: Radiobiologica und Radiotherapia. 1988.
- mit H. Morgenstern, W. Handrick, F. B.Spencker und W. Springer: Die Haemophilus – Zellulitis – ein Beitrag zur Differentialdiagnose der Wangenschwellung im Kindesalter. In: Pädiatrie und Radiologie. 1989.
- mit U. Willnow, H. Lindner, L. Wild, C. Diestelhorst, Ch. Greiner und H. Eichstädt: Behandlung konventionell inkurabler Tumorerkrankungen im Kindesalter mit Ganzkörperhyperthermie und Chemotherapie. In: DMW. 1989.
- mit R.-B. Tröbs, W. Tischer, K. Rothe, J. Bennek, M. Werner und P. Daniel: Hoher Ileus eines Neugeborenen bei totaler intestinaler Aganglionose. In: Zbl. Chir. 1990.
- Leberrupturen im Kindesalter. In: Der Notfall in der Pädiatrie. Thieme-Verlag, Stuttgart 1990.
- mit anderen: Über die Intensivtherapie bei einem polytraumatisierten l4 Tage alten Gorillababy. In: Erkrankungen der Zoo- und Wildtiere. 1989.
- mit K. Eulenberger: Zur Infusionstherapie bei Stoffwechselstörungen der Primaten. In: Erkrankungen der Zoo- und Wildtiere. 1990.
- mit W. Tischer und L. Wild: Zur Diagnostik und Therapie der tracheo-ösophagealen Kommunikationen. In: Der Kinderarzt. 1991.
- mit W. Handrick, W. Tischer, H. Lenk und E. Herrmann: Bakterielle Knochen- und Gelenkinfektionen im Kindesalter – eine Übersicht 2. Septische Bursitis. In: Pädiatr. Grenzgeb. 30 (1991) 5, S. 409–412.
- Zur Wertigkeit ausgewählter diagnostischer Verfahren bei der Beurteilung intrakranieller Funktionsstörungen im Kindesalter. Habilitation
- mit R.-B. Tröbs, Th. Meier und K. Mühlig: Benign mesenterial Lipoblastoma. In: Case report. Ped surg. let.
- mit J. Bennek, K. Rothe und U. Bühligen: Versorgung kindlicher Schaftfrakturen mit dem Fixateur externe. In: Langenbecks Arch. Chir. Suppl. (1993), S. 901–904.
- mit W. Tischer, J. Bennek und K. Rothe: Erfahrungen mit der Diagnostik und Therapie von Zwerchfellhernien und -lücken im Säuglingsalter. In: Langenbecks Arch. Chir. Suppl. (1993), S. 654–657.
- mit R. Klöppel, J. Bennek und S. Kösling: Spiral—CT in der pädiatrischen Unfalldiagnostik. In: Langenbecks Arch. Chir. Suppl. 1994.
- mit J. Bennek, W. Müller und U. Bühligen: Versorgung kindlicher Femurschaftfrakturen mit dem Fixateur externe. In: Langenbecks Arch. Chir. Suppl. 1995.
- mit K. Rothe, J. Bennek und W. Müller: Versorgung kindlicher Tibiaschaftfrakturen mit dem Fixateur externe. In: Langenbecks Arch. Chir. Suppl. 1995.
- mit R.-B. Tröbs, Th. Meier, H. Nenning, K. Mühlig und M. Bieold: Benign mesenteric lipoblastoma. In: Pediatr. Surg. Int. (1996) 11, S. 425–426.
- mit T. Handel, U. Bühligen, U. Rolle, R. Klöppel und D. Hörmann: Wie beeinflusst die Spiral-CT die Differentialdiagnose kindlicher Calcaneusfrakturen? In: in Fortschr. Röntgenstr. 164, 1996, S. 42.
- mit R. Klöppel, S. Kösling, J. Bennek und D. Hörmann: Spiralcomputertomographische Diagnostik abdominaler Sitzgurtverletzungen bei Kindern. In: Akt. Radiol. 7 (1997), S. 19–22.
- mit G. Gräfe, Kerstin Großer und U. Bühligen: Laparoskopisch-assistierte abdominale Shuntrevisionen bei Kindern mit Hydrocephalus internus. In: Zschr. MIC. 6.3 (1997), S. 70–74.
- mit U. Rolle und Kerstin Großer: Akute Appendizitis und atypische Hernie bei Sinus inversus – MIC zur Diagnostik und Therapie. In: Chir. Prax. 1998.
- mit L. Mende: Die transkranielle Dopplersonografie in der Diagnostik des terminalen zerebralen Funktionsverlustes im Kindesalter. In: Zbl. Kinderchir. 1998.
- mit L. Mende: Die Anwendung der transkraniellen Dopplersonografie bei verschiedenen kinderchirurgischen Krankheitsbildern. In: Zbl. Kinderchir. 2000.
- mit U. Bühligen, U. Rolle, T. Hantel und O. Ramez: Diagnostik und differenzierte Therapie von Calcaneusfrakturen im Kindesalter. In: Zbl. Kinderchir. 2000.
- mit Kerstin Großer und U. Bühligen: Mayer-Rokitansky-Küster-Syndrom – Auf Umwegen zur Diagnose. In: Zschr. Päd. U. Grenzgeb. 1998.
- mit J. Bennek: Venöse und zentral venöse Zugänge. In: Handbuch der Kinderintensivmedizin. Thieme-Verlag, Stuttgart 2003.
- mit A. Niklas, R. Schober, A. Schulz und D. Schneider: Continuous measurements of cerebral tissue oxygen pressure durding hyperbaric oxygenation – HBO effects on brain edema and necrosis after severe brain trauma in rabbits. In: J. of Neurol. Scienc. 2004.